# Michał Sulkiewicz
Michał Sulkiewicz (ur. 19 października 1938 w Warszawie, zm. 22 lipca 2025 tamże) – polski scenograf filmowy, dekorator wnętrz i aktor filmowy. Laureat Nagrody za scenografię do filmu Cudowne dziecko na Festiwalu Polskich Filmów Fabularnych w Gdyni w 1987.

## Filmografia
jako autor scenografii:
- Układ krążenia (1977-1978) – serial, odc. 2-7
- Samowolka (1993)

jako autor dekoracji wnętrz
- Dyrektorzy (1975) – serial
- Spokój (1976)
- Najdłuższa wojna nowoczesnej Europy (1979-1981) – serial, odc. 1-8
- Życie Kamila Kuranta (1982) – serial
- Alternatywy 4 (1983) – serial
- Kronika wypadków miłosnych (1985)
- Cudowne dziecko (1986)
- Obywatel Piszczyk (1988)
- Samowolka (1993)
- Syberiada polska (2013)